# Potameia microphylla
Potameia microphylla är en lagerväxtart som beskrevs av André Joseph Guillaume Henri Kostermans. Potameia microphylla ingår i släktet Potameia och familjen lagerväxter. Inga underarter finns listade i Catalogue of Life.